# 苯丙氨基戊烷
1-苯基-2-丙基氨基戊烷(又稱為N,α-二丙基苯乙胺，簡稱PPAP)，是苯乙胺及安非他命類的興奮劑，具有特殊的作用機制及效果。
苯丙氨基戊烷屬於可增強單胺類神經遞質傳導的増效劑，其可刺激腦中神經衝動傳導，令化學性觸突釋放如多巴胺、腎上腺素和血清素等神經傳遞物質。跟安非他命這類興奮劑不同的地方是，苯丙氨基戊烷不會一次釋出大量神經傳導物質，只有在神經元受鄰近的其他神經元刺激時，才會增加神經傳導物的釋出量。苯丙氨基戊烷及安非他命皆會促進單胺類的釋放。然而不論有無外界刺激，安非他命都會使神經元將庫存神經傳遞物質運往突觸；苯丙氨基戊烷則是在不改變神經遞質釋放模式的情況下，釋放出比正常量更多的神經傳遞物質.。
苯丙胺基戊烷不抑制單胺氧化酶